# Ishikawajima Ne-20
L’Ishikawajima Ne-20 (en japonais : « 石川島 ネ-20 ») fut le premier turboréacteur fabriqué au Japon. Il fut développé à la fin de la Seconde Guerre mondiale par Ishikawajima, en parallèle avec le premier avion à réaction du pays, le Nakajima Kikka.

## Conception et développement

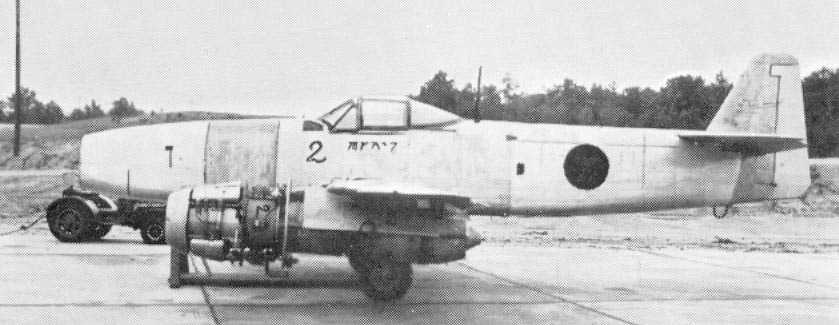
Un Nakajima Kikka, avec le capot du réacteur Ne-20 enlevé.

La décision de fabriquer ce moteur vint de l'impossibilité d'employer deux moteurs conçus plus tôt pour le biréacteur Kikka, le motoréacteur Tsu-11 et le Ne-12. La réalisation du Ne-20 fut rendue possible par l'ingénieur de la marine impériale japonaise Eichi Iwaya, qui parvint à obtenir des photographies et un dessin en coupe du moteur allemand BMW 003.
Seule une très petite quantité de ces moteurs fut produite, peut-être une cinquantaine, avant la fin du conflit. Deux furent utilisés pour propulser le Kikka pour son premier et unique vol, le 7 août 1945. Seuls quelques moteurs en cours de fabrication furent conservés. Il fut également prévu d'employer le Ne-20 pour propulser une version de l'avion-suicide Ohka, mais la fin de la guerre arriva avant que ne puisse être testée cette configuration.

## Versions
- Ne-20 : Moteurs de production standard ;
- Ne-20-Kai : Version à la puissance majorée.

## Exemplaires exposés
De nos jours, il reste trois exemplaires en bon état de ce moteur. L'un est visible au musée interne de la compagnie IHI, à Tanashi, au Japon, et les deux autres sont exposés au National Air and Space Museum à Washington, DC, aux États-Unis.